# N35 (Togo)
Die N35 ist eine Fernstraße in Togo, die in Akoupamé beginnt und in Tchékpo Dédékpoé endet. Dies  ist eine Verbindung der N34 mit der N4. Sie ist 20 Kilometer lang.